# 伊斯卡捷列伊
伊斯卡捷列伊（羅馬化：Iskateley）是俄罗斯涅涅茨自治区扎波利亚尔内区的工人村（属市级镇），同时也是该区行政中心及最大聚居地，位于伯朝拉河畔。
该地1982年成为市级镇。历年人口普查中，该地2021年人口有7,412人；2010年人口6,881；2002年人口6,852；1989年人口8,672。